# 宋福洽
宋福洽（越南语：／；？—1776年），越南廣南阮主官員。
宋福洽是清化宋山縣人，為宋福治的後裔。阮福濶在位期間，宋福洽被任命為龍湖營留守。景興三十二年（1771年），暹羅軍隊入侵河僊鎮，河僊鎮都督鄚天賜逃往鎮江（今芹苴）告急。宋福洽得知後，率兵船前往救援。他兵到朱篤的時候，暹羅兵撤退，卻誤入窮江。宋福洽率大軍追擊，殺死三百餘人。
景興三十五年（1774年），西山軍攻至平順，嘉定調遣阮久潭委派宋福洽與該簿阮科䀬一起，率領五營將士，檄召諸道義兵，水陸並進，擊退西山軍，收復平順、延慶、平康三府，駐軍於雲峰，與西山軍對峙。同年冬，北方的鄭主派兵南侵，攻取都城富春（今順化），阮主阮福淳逃往廣南。翌年逃到嘉定。阮福淳乘船逃到雲峰海門的時候，宋福洽與阮科䀬一起前去迎接。阮福淳隨即封宋福洽為節制、敬郡公。宋福洽率軍收復富安府，聽說東宮阮福暘為西山軍所獲，派知縣白允朝前去要求西山軍釋放東宮，否則就要加以討伐。西山軍首領阮岳一面同鄭主講和，承諾協助鄭主進攻阮主；一面派人向宋福洽請求投降，聲稱要幫助阮主收復都城富春。宋福洽派人前去打探虛實，發現阮岳將東宮阮福暘尊為主公，便聽信了阮岳說的話，不作防備。阮岳派阮惠對其發起突襲，宋福洽退往雲峰，派從弟宋福和等人守衛烏甘。西山軍將領李才以富安府之地向宋福洽投降，阮福淳命令聽從宋福洽節制。
景興三十七年（1776年），西山軍攻打嘉定，宋福洽率軍前去救援，拜見阮福淳。同年夏，卒。因他擔任龍湖留守的時候有惠政，愛民如子。百姓得知他死後，都十分悲痛，為他罷市三日。阮福淳悼惜不已，追贈右府國公，建祠於龍湖，春秋致祭。嘉隆九年（1810年），列祠忠節功臣廟。明命初年，封中等神，祀會同廟。